# Йонне Таммела
Йонне Таммела (фін. Jonne Tammela; 5 серпня 1997, м. Юлівієска, Фінляндія) — фінський хокеїст, правий нападник. Виступає за КалПа (Куопіо) у Лійзі.
Вихованець хокейної школи ЮІК. Виступав за КалПа (Куопіо).
В чемпіонатах Фінляндії — 32 матчі (4+0), у плей-оф — 4 матчі (0+0).
У складі юніорської збірної Фінляндії учасник чемпіонату світу 2015.
Досягнення
- Срібний призер юніорського чемпіонату світу (2015)